# 고려제강 기념관
고려제강 기념관은 부산광역시 수영구 망미동에 있는 고려제강의 기념관이다.

## 구성
총 2개 층으로 구성되어 있다.
- 1층: Kiswire 홍보관 - 고려제강의 역사, 기업철학과 비전, 와이어 제품을 전시하고, 와이어에 대한 정보를 제공한다.
- 2층: 와이어뮤지엄 - 와이어의 역사와 제작공정, 산업별 쓰임 등을 전시한다.

## 같이 보기
- 고려제강
- F1963